# Demerson
Demerson Bruno Costa (Belo Horizonte, 16 de março de 1986) é um ex-futebolista brasileiro que atuava como zagueiro.

## Carreira
Demerson iniciou sua carreira no ano de 2002, atuando pelo Atlético Mineiro. No ano seguinte foi emprestado ao América Mineiro, onde ficou até 2004, em seguida foi transferido para o Corinthians de Alagoas, no time alagoano, passou por duas temporadas e foi emprestado ao Luziânia-DF.
Após passagem pelo time do Distrito Federal, Demerson se destacou no time do Itaúna-MG, entre os anos de 2007 a 2008, com boas atuações foi contratado junto a equipe do Cruzeiro, que posteriormente o emprestou para as equipes cariocas, Goytacaz e Cabofriense, após ter feito um excelente Campeonato Carioca pela equipe de Cabo Frio, chegou ao Coritiba em 2009.

### Coritiba
Demerson teve sua primeira passagem pelo Coritiba em 2009, já no ano de 2010 conquistou o título de campeão do Campeonato Paranaense daquele ano.
Ainda no ano de 2010, Demerson alcançou com o Coritiba o título de Campeão Brasileiro da série B.
Em sua segunda passagem pelo Coritiba em 2012, após ficar um ano emprestado ao Botafogo de Ribeirão Preto em 2011, Demerson alcançou o título de Campeão Paranaense de 2012.
Também no ano de 2012, pelo Coritiba, Demerson obteve o vice-campeonato da Copa do Brasil.

### Bahia
Demerson, chegou no Esporte Clube Bahia, no início de 2013, no primeiro semestre de 2014, Demerson conquistou o Campeonato Baiano, vestindo a camisa do Tricolor. Assinou contrato com o Bahia em 21 de janeiro de 2013, por dois anos .
Em 2014, foi eleito o melhor zagueiro do Campeonato Baiano. Marcou seu primeiro gol com a camisa tricolor no dia 1 de junho de 2014 contra a Chapecoense .

### Chapecoense
Demerson, chegou á Associação Chapecoense de Futebol em Maio de 2016. O zagueiro não foi relacionado para a Final da Copa Sul-Americana de 2016, e por isso não foi vitima do acidente trágico com o avião que levava a delegação da Chapecoense para a final em 29 de Novembro de 2016 que resultou na morte de 71 pessoas no Voo LaMia 2933. Entre as vítimas fatais, estão 19 jogadores e o técnico Caio Júnior. A Chapecoense foi campeã da Copa Sul-Americana no ano de 2016.

### Carreira na Ásia
Demerson atuou profissionalmente no continente asiático, tendo passado por diversos clubes, dentre eles:
- Jiangxi Liansheng FC
- Sarawak United FC
- Bali United
- Persela Lamongan

## Títulos
Coritiba
- Campeonato Paranaense: 2010 e 2012
- Campeonato Brasileiro - Série B: 2010[2]

Bahia
- Campeonato Baiano: 2014

Chapecoense
- Copa Sul-Americana: 2016[3]

### Individual
- Seleção do Campeonato Baiano: 2014